# 花房英樹
花房英樹（1914年—1998年），日本漢學家，師從斯波六郎，曾任教於京都府立大學。
花房英樹畢業於舊制廣島文理科大學中國文學科，1945年參加東方文化研究所，與吉川幸次郎等學者從事《白氏文集》的研究。1958年開始於京都府立大學任教，退休後在京都产业大学任教，1985年退職。與平岡武夫等學者有來往。

## 主要著作
- 《白氏詩歌索引》（京都大學人文科學研究所，1957）
- 《白氏文集的批判研究》（匯文堂，1960）
- 《韓愈詩歌索引》（京都府立大學，1964）
- 《白居易研究》（世界思想社，1971）
- 《元稹索引簡編》（京都府立大學，1971）
- 《文選譯注》（集英社，1974）